# Woodwardia apogama
Woodwardia apogama là một loài dương xỉ trong họ Blechnaceae. Loài này được Cranfill mô tả khoa học đầu tiên.